# أهل تاجلت (باب مرزوقة)
أهل تاجلت هي إحدى مشيخات المملكة المغربية، تتبع جغرافيا لإقليم تازة وإداريًا لباب مرزوقة. يقدر عدد سكانها بـ 4934 نسمة حسب الإحصاء الرسمي للسكان والسكنى لسنة 2004.